# جان-دانيال غروس
جان-دانيال غروس هو لاعب كرة قدم ومدرب كرة قدم سويسري في مركز الوسط، ولد في 26 أبريل 1966 في سويسرا. لعب مع يانغ بويز.

## وصلات خارجية
- جان-دانيال غروس على موقع قاعدة بيانات كرة القدم.إي يو (الإنجليزية)
- جان-دانيال غروس على موقع بيانات كرة القدم. دي إي (الألمانية)